# Równina Wrocławska
Równina Wrocławska (318.53) to mezoregion wchodzący w skład Niziny Śląskiej. Rozpościera się pomiędzy Pradoliną Wrocławską a Przedgórzem Sudeckim. Od południowego wschodu ogranicza ją Dolina Nysy Kłodzkiej. Dzieli się na trzy części (mikroregiony): Wysoczyznę Średzką na północnym zachodzie, Równinę Kącką w centrum i Równinę Grodkowską na południowym wschodzie. Jej powierzchnia wynosi ok. 2430 km².
Pod względem geologicznym jest to obszar bloku przedsudeckiego, monokliny śląsko-krakowskiej i monokliny przedsudeckiej, pokryty osadami plejstoceńskimi i holoceńskimi - iłami, piaskami, żwirami, glinami oraz lessami.
Jest to w przeważającej części urodzajna kraina rolnicza powstała na żyznych glebach próchnicznych wytworzonych na utworach lessowych. 
Większe miasta, to: Grodków, Kąty Wrocławskie, Strzelin, Środa Śląska, Wiązów, oraz wchodzący od północy na obszar Równiny Kąckiej Wrocław.